# Guriasz (Apalko)
Guriasz, imię świeckie Nikołaj Pietrowicz Apalko (ur. 30 maja 1956 w Lnozawodzie) – białoruski biskup prawosławny.

## Życiorys
W 1982 ukończył moskiewskie seminarium duchowne i rozpoczął studia w Moskiewskiej Akademii Duchownej. W 1984 jako posłusznik wstąpił do ławry Troicko-Siergijewskiej. Tam też 20 czerwca 1985 złożył wieczyste śluby mnisze, przyjmując imię Guriasz. 30 czerwca tego samego roku został wyświęcony na hierodiakona, zaś 19 grudnia – na hieromnicha. W 1986 ukończył studia teologiczne i został przeniesiony do monasteru Zaśnięcia Matki Bożej w Żyrowiczach, gdzie pełnił przez rok funkcję ekonoma, następnie od 1987 do 1990 dziekana i od 1990 do 1996 namiestnika.
4 sierpnia 1996 w soborze Zaśnięcia Matki Bożej w Monasterze Żyrowickim miała miejsce jego chirotonia biskupia, po której został biskupem nowogródzkim i lidzkim. Od 2000 jest ponadto rektorem szkoły duchownej w Słonimiu. W 2007 podniesiony do godności arcybiskupiej.
W 2012 został pierwszym kanclerzem Egzarchatu Białoruskiego. Dwa lata później powierzono mu ponadto obowiązki przewodniczącego Sądu Cerkiewnego egzarchatu.